# Eristalinus quinquezona
Eristalinus quinquezona är en tvåvingeart som först beskrevs av Szilady 1942.  Eristalinus quinquezona ingår i släktet slamflugor, och familjen blomflugor.
Artens utbredningsområde är Tanzania. Inga underarter finns listade i Catalogue of Life.